# Гаслет (Техас)
Гаслет (англ. Haslet) — місто (англ. city) в США, в округах Таррант і Дентон штату Техас. Населення — 1952 особи (2020).

## Географія
Гаслет розташований за координатами 32°58′2″ пн. ш. 97°20′13″ зх. д. / 32.96722° пн. ш. 97.33694° зх. д. (32.967183, -97.336874).  За даними Бюро перепису населення США в 2010 році місто мало площу 21,22 км², з яких 21,17 км² — суходіл та 0,05 км² — водойми.

### Клімат
| Клімат : Гаслет                                                                             | Клімат : Гаслет | Клімат : Гаслет | Клімат : Гаслет | Клімат : Гаслет | Клімат : Гаслет | Клімат : Гаслет | Клімат : Гаслет | Клімат : Гаслет | Клімат : Гаслет | Клімат : Гаслет | Клімат : Гаслет | Клімат : Гаслет | Клімат : Гаслет |
| Показник                                                                                    | Січ.            | Лют.            | Бер.            | Квіт.           | Трав.           | Черв.           | Лип.            | Серп.           | Вер.            | Жовт.           | Лист.           | Груд.           | Рік             |
| Абсолютний максимум, °C                                                                     | 30,0            | 32,2            | 35,0            | 37,8            | 38,9            | 42,2            | 42,8            | 44,4            | 44,4            | 37,2            | 31,7            | 32,2            | 44,4            |
| Середній максимум, °C                                                                       | 18,5            | 19,7            | 22,8            | 25,6            | 28,5            | 31,2            | 32,8            | 33,4            | 30,7            | 27,3            | 22,4            | 18,9            | 33,6            |
| Середній мінімум, °C                                                                        | −2,2            | −0,8            | 3,6             | 10,3            | 15,1            | 23,2            | 25,3            | 24,9            | 18,2            | 10,4            | 2,8             | −1,8            | −4,7            |
| Норма опадів, мм                                                                            | 54              | 53              | 78              | 91              | 101             | 105             | 58              | 59              | 69              | 85              | 52              | 49              | 854             |
| Днів з опадами                                                                              | 6               | 6               | 8               | 7               | 9               | 7               | 6               | 4               | 6               | 7               | 5               | 6               | 77,0            |
| Днів зі снігом                                                                              | 0               | 2               | 1               | 0               | 0               | 0               | 0               | 0               | 0               | 0               | 0               | 1               | 4,0             |
| ------------------------------------------------------------------------------------------- | --------------- | --------------- | --------------- | --------------- | --------------- | --------------- | --------------- | --------------- | --------------- | --------------- | --------------- | --------------- | --------------- |
| Джерело: National Weather Service Forecast Office, Ft Worth Alliance Airport, Fort Worth TX |                 |                 |                 |                 |                 |                 |                 |                 |                 |                 |                 |                 |                 |

## Демографія
Згідно з переписом 2010 року, у місті мешкало 1517 осіб у 533 домогосподарствах у складі 454 родин. Густота населення становила 71 особа/км².  Було 553 помешкання (26/км²).
Расовий склад населення:
| - 90,4 % — білих - 2,4 % — чорних або афроамериканців - 1,6 % — азіатів - 0,6 % — корінних американців - 0,2 % — вихідців з тихоокеанських островів - 2,6 % — осіб інших рас |

До двох чи більше рас належало 2,2 %. Частка іспаномовних становила 8,5 % від усіх жителів.
За віковим діапазоном населення розподілялося таким чином: 25,1 % — особи молодші 18 років, 67,4 % — особи у віці 18—64 років, 7,5 % — особи у віці 65 років та старші. Медіана віку мешканця становила 43,1 року. На 100 осіб жіночої статі у місті припадало 105,3 чоловіків;  на 100 жінок у віці від 18 років та старших — 103,2 чоловіків також старших 18 років.
Середній дохід на одне домашнє господарство  становив 112 161 долар США (медіана — 104 000), а середній дохід на одну сім'ю — 121 639 доларів (медіана — 111 875). За межею бідності перебувало 2,7 % осіб, у тому числі 2,6 % дітей у віці до 18 років та 1,7 % осіб у віці 65 років та старших.
Цивільне працевлаштоване населення становило 696 осіб. Основні галузі зайнятості: освіта, охорона здоров'я та соціальна допомога — 16,1 %, науковці, спеціалісти, менеджери — 15,2 %, транспорт — 10,2 %, оптова торгівля — 10,1 %.